# Presidente Castelo Branco, Paraná
Presidente Castelo Branco este un oraș în Paraná (PR), Brazilia.